# さよなら 私の夏/空に涙を返したら
『さよなら 私の夏/空に涙を返したら』（さよなら わたしのなつ / そらになみだをかえしたら）は、平原綾香の16枚目のシングル。

## 解説
シングルとしては前作『孤独の向こう』からちょうど3か月での発売となった。
媒体によっては『さよなら 私の夏』とだけ表記されていることもあるが、公式サイトやシングルのジャケットでは「空に涙を返したら」も表記され、両A面シングルとして紹介されている。

## 楽曲解説

### さよなら 私の夏
それまで平原が発表してきた楽曲は「Jupiter」や「Eternally」など壮大なテーマのもとに歌われたものが主であったが、本作ではそれまでの平原にはなかったタイプの楽曲となっており、新たな一面を見せる仕上がりとなっているのだという。

### 空に涙を返したら
「さよなら 私の夏」と同じく吉元由美が作詞を、「星つむぎの歌」も手がけた財津和夫が作曲を担当しており、「愛する人との別れ」による悲しみや苦悩を乗り越えた主人公が答えを見出だし成長していく姿が描かれた楽曲であるという。

## 収録曲
1. さよなら 私の夏
作詞：吉元由美 / 作曲・編曲：西川進 / ストリングス＆ブラスアレンジ：十川ともじ
2. 空に涙を返したら
作詞：吉元由美 / 作曲：財津和夫 / 編曲：西川進
3. さよなら 私の夏 〜Vocal-less track〜

## 楽曲の収録アルバム
さよなら 私の夏
- 『Path of Independence』

空に涙を返したら
- 『Path of Independence』